# Silverdale (Staffordshire)
Silverdale – wieś w Anglii, w hrabstwie Staffordshire, w dystrykcie Newcastle-under-Lyme. Leży 26 km na północny zachód od miasta Stafford i 222 km na północny zachód od Londynu. Miejscowość liczy 3652 mieszkańców.